# NGC 298
NGC 298 est une galaxie spirale cotonneuse vue par la tranche et située dans la constellation de la Baleine. NGC 298 a été découverte par l'astronome allemand Albert Marth en 1864.

## Caractéristiques
Sa vitesse par rapport au fond diffus cosmologique est de 1 433 ± 23 km/s, ce qui correspond à une distance de Hubble de 21,1 ± 1,5 Mpc (∼68,8 millions d'al).
À ce jour, deux mesures non basées sur le décalage vers le rouge (redshift) donnent une distance de 29,100 ± 2,546 Mpc (∼94,9 millions d'al), ce qui est à l'extérieur des valeurs de la distance de Hubble.
La classe de luminosité de NGC 298 est III-IV et elle présente une large raie HI.

## Supernova
Une apparente supernova désignée SN 1986K a été découverte dans NGC 298 le 1er septembre 1986 par l'astronome suisse Thomas Schildknecht de l'université de Berne. Cette supernova était de type II. 

## Groupe de NGC 337
NGC 298 fait partie du groupe de NGC 337 qui comprend au moins trois autres galaxies :  NGC 274, NGC 275 et NGC 337.